# Jan Švábeník
Jan Švábeník (24. června 1886, Kdousov – 16. března 1942, Osvětim) byl český pedagog, zoolog a entomolog.

## Biografie
Jan Švábeník se narodil v roce 1886 v Kdousově nedaleko Třebíče, v rodině gruntovníka Františka Schwabenika a jeho manželky Terezie Robičkové. V roce 1905 odmaturoval na gymnáziu v Třebíči a následně nastoupil na Filozofickou fakultu Univerzity Karlovy, kde studoval filozofii, zoologii a experimentální fyziku, studium zakončil v roce 1909. Následně nastoupil na pozici učitele na gymnázium ve Valašském Meziříčí a následně přešel na gymnázium v Břeclavi. V roce 1922 učil na učitelském ústavu v Brně a posléze přešel na Státní koedukační ústav učitelský v Olomouci, kde od roku 1935 působil jako ředitel.
V říjnu roku 1941 byl za svoji činnosti v Sokolu a v Národní jednotě zatčen gestapem, převezen do Brna a uvězněn v Kounicových kolejích. Dne 5. března roku 1942 byl odvezen do Osvětimi, kde 16. března zemřel.

### Společenské aktivity
Byl členem Slováckého krúžku v Břeclavi, Klubu českých turistů, Sokola, Národní jednoty a Královské české společnosti nauk, věnoval se entomologii a zoologii, primárním jeho zájmem byly strunovci.

### Rodinný život
Dne 26. srpna 1922 se v Břeclavi oženil s Miladou Valentovou (*1902).

## Dílo
Jan Švábeník je autorem odborných publikací:
- Příspěvky k anatomii a histologii Nematomorph (Praha, Král. čes. společ. nauk, 1909)
- Parasitismus a metamorfosa druhu Gordius Tolosanus Duj. (Parasitism and metamorphosis of the species Gordius Tolosanus Duj.; Brno Přírodovědecká fakulta, A. Píša (distributor), 1925)

## Posmrtné pocty
V roce 1945 posmrtně obdržel Československý válečný kříž 1939 a v listopadu roku 2019 mu byl v Olomouci na Křížkovského ulici před filozofickou fakultou Univerzity Palackého odhalen pamětní kámen. Na Moravském náměstí v Brně je jeho jméno uvedeno na pamětní desce umučených učitelů.